# Acrotriche affinis
Acrotriche affinis là một loài thực vật có hoa trong họ Thạch nam. Loài này được DC. mô tả khoa học đầu tiên năm 1839.